# Direktbilder
Direktbilder är fotografiska bilder som framträder omedelbart efter exponering i form av papperskopior.
Ett företag som förknippas med direktbilder är Polaroid och dess grundare Edwin Land. Det är en lång utveckling inom foto och fotokemi som leder fram till direktbilder. Det vanliga mörkrummet består av skålar med framkallningsvätskor där kopiorna läggs i olika bad för att en bild skall framträda och bli hållbar. De första fotoautomaterna fungerade på liknande sätt såsom en fotostatkopieringapparat. Fotot exponerades och omvändningframkalldes och fixerades. Det var viktigt att minimera antalet bad och inom fotokemin utvecklades vätskelösningar såsom fixerande framkallare mm. Inom flyget utvecklades en apparat som kunde ta infraröda bilder som trängde igenom soldis och snabbt levererade bilder till piloterna. För att direktbilderna skulle bli hanterliga måste framkallningsvätskorna på något sätt byggas in i det oexponerade fotografiet. Detta görs genom att vätskorna ersätts med en gel. Det krävs också neutraliserande kemikalier som påverkar framkallningen och gör bilden hållbar. När fotot är exponerat kan de olika skikten av kräm aktiveras så att en bild framträder. Grundprincipen i Polaroids kamera system bygger på färgämneesdiffusion.